# Támadi Anita
Támadi Anita (Cegléd, 1993. december 5. –) magyar színésznő.

## Életpályája
Cegléden született 1993-ban. A gimnázium befejezése után három évet tanult kommunikáció- és médiatudomány szakon Budapesten. 2015-2016-ig a Pesti Magyar Színiakadémiára járt Pál András osztályába. 2016-2021 között a Kaposvári Egyetem színművész szakán tanult, Cseke Péter osztályában. 2021-től a zalaegerszegi Hevesi Sándor Színház tagja.

## Színházi szerepei
- Molière: Tartuffe... Dorine
- Robert Thomas: Nyolc nő... Suzon, az idősebb lány
- Tennessee Williams: A vágy villamosa... Eunice
- Eugene O’Neill: Amerikai Elektra... Kórus
- Ray Cooney: Páratlan páros... Mary Smith
- Elżbieta Chowaniec: Gardénia (Nő IV.)... szereplő
- Jókai Mór– Böhm György – Korcsmáros György – Tolcsvay Béla – Tolcsvay László: A kőszívű ember fiai... Lánghy Aranka
- Mikszáth Kálmán – Juhász Levente – Galambos Attila – Szente Vajk: A beszélő köntös... A begyes, gömbölyű Pál Ágnes
- Mikszáth Kálmán: A Noszty fiú esete Tóth Marival... Velkovics Rozália
- Madách Imre: Az ember tragédiája „Junior”... szereplő
- Hunyady Sándor: A három sárkány... Kitty
- László Miklós – Mohácsi István – Mohácsi János: Illatszertár... Hölgy vásárló
- Gyárfás Miklós – Szabó Tamás: Tanulmány a nőkről... Balogh Sándorné, Éva
- Szüle Mihály – Harmath Imre – Walter László: Egy bolond százat csinál... Elly
- Bob Fosse – Fred Ebb – John Harold Kander: Chicago... Mona
- Thomas Meehan – Charles Strouse – Martin Charmin: Annie, a kis árva... Grace Farell
- Szakcsi Lakatos Béla – Csemer Géza: Cigánykerék... Judit, tanítónő
- Szenes Iván – Gádor Béla – Darvas Szilárd – Barabás Tibor – Kerekes János: Állami Áruház... Tőkés Teri, eladó a női konfekció osztályon; Gózonné, a tűzoltó felesége
- Hamvas Béla: Ördöngösök... Kanavászné
- Varsányi Péter – Rusznyák Gábor: Jancsi és Julis... Egér, Kavics, Édesség
- Recézi Tamás: Mengele törpéi... Ovics Rózsika
- Fodor László: Érettségi... Horváth
- Romankovics Edit: Para... Kulcsárné Klára, matek tanár, Szabó Júlia, Feketéné, Ricsi anyja

## Filmes és televíziós szerepei
- Külön falka (2021)
- Oltári történetek (2022) ...Violetta
- Brigi és Brúnó (2022) ...Pénztáros